# 2020年俄罗斯宪法修正案
2020年1月提出的俄罗斯联邦宪法修正案是对1993年《俄罗斯宪法》的第二项修正。总统弗拉基米尔·普京为此举行全民公投，虽结果引发争议，但仍于2020年7月1日批准。此次宪法修正案包括使修正案之前的总统任期数无效化、允许总统解雇联邦法官，以及禁止同性恋间婚姻。原先普京将在2024年卸任，但透过改写宪法提案，使其可能担任总统直到2036年。
2020年7月3日，普京签署了行政命令，将此次修正案获得批准的提案纳入《俄罗斯宪法》，并于2020年7月4日生效。

## 历史
自1993年《俄罗斯宪法》经普选制定以来，俄罗斯政府仅曾提出过三项修正案。2008年，为了延长总统和俄羅斯聯邦會議之一的国家杜马的任期并促使国家总理就杜马成员做出年度报告，该次对四个条款进行了更改。八项修正案修正案在2014年初再获批准，同时并撤消了一项修正案，从而废除了最高仲裁法院，并大大调整了检察官的职务。在2014年夏季，两篇文章又经修改，以便于总统直接任命至多10%（17位）的联邦委员会成员。
2020年1月5日，普京在对联邦议会的年度致辞中提出了一项新的提议。根据《俄罗斯宪法》第136条和108条，对于第3—8章所规定的修正案需要获得与联邦宪法相同的批准，即在国家杜马（下议院）获得三分之二的多数票，以及在联邦参议院（上议院）获得四分之三的多数票，并在通过支持率不少于85个联邦主体中三分之二的地区立法机构后生效。
总统于1月20日正式向国家杜马提交了该提议。于2020年3月11日，由亲政府的统一俄罗斯党领导的国家杜马迅速在三读无异议的情况下批准了该提议。到2020年3月13日，所有85个联邦主体批准了对于宪法的修正案。3月16日，俄罗斯宪法法院批准了这些修正案。

## 提案
在2020年，有41项法条被重写，并新增了5个法条。《俄罗斯宪法》中第1、2、9章只能在召集制宪议会和建立新宪法的情况下被修改，除此之外还有大约60%的法条被修改了，意味着《俄罗斯宪法》在7月1日后不再是“叶利钦”宪法，而是“普京”宪法。此次修宪的批准意味着俄罗斯境内存在了25多年的政治系统将会迎来大幅變动，其中主要的修宪提案集中在关于政府权力的分配上，将于1993年建立的“总统独尊系统”转化为一个新的相互制衡系统。
最主要的几条宪法修正提案如下：
- 使当前总统（普京）或前总统（梅德韦杰夫）的任期数无效化。如果他们在2024年中当选，允许他们视作为第一任期的总统；[12]
- 俄罗斯宪法应优先于国际法；
- 国家杜马（国会的下议院）应有权力批准總理的候选人資格（原先仅能批准對總理的任命）。国家杜马也有权利通过副总统和联邦总统的候选人，且总统不能拒绝，但在特殊情况下可以解除他们的任职；
- 凡是“在国家安全方面担当重要职位”的人（总统、部长、法官、地区首长），不论是任职期间或是任期之前的任何时候，均不得拥有外国国籍或在其他国家的居留许可；
- 总统候选人必须在俄罗斯居住至少25年（此前为10年），且从未有过外国国籍或居留权（包括不可以放弃外国公民身份的方法来获得总统选举资格）；
- 联邦委员会（议会上院）将能够提议总统解雇联邦法官；在某些情况下，联邦委员会能根据总统的提议，有权罢免宪法法院和最高法院的法官；
- 执法机构负责人中的个别部长必须经由总统和联邦委员会商议后才能被任命；
- 最低工资不得低于最低生活保障标准；
- 养老金的定期指数化；
- 巩固国务院的地位和作用（此前仅作为一个咨询机构，并没有被包括在宪法中）；
- 在总统签署法律前，授予宪法法院去检查俄罗斯联邦议会应总统要求通过的法律是否符合宪法的能力;
- 信仰一个上帝；
- 将婚姻定义为一个男人和一个女人之间的关系；[11][13][14]

除了权力的重新分配外，初稿还囊括了一些针对社会和经济的修正案。具体而言，普京建议最低工资需要高于贫困线，并且要保证每年增加养老金。这部分的修正案是由三位分别为议员、科学家和人民代表制定的，使得政府通过条款对公共卫生、科学、文化、年轻人群等方面表达了自己的态度。除此之外，此次修正案中亦存在创新，例如将俄语视作为“语言形态形成者”、“历史真相保护者”，以及提到了俄语作为文化遗传对信仰的作用。这些修正提案中的绝大多数并没有阐述新的概念，而仅仅只是重复了联邦法律中已经存在的规范和准则。

## 宪法制定
修正法案最初要求于2020年4月接受全民公投，但后来由于俄罗斯的2019冠状病毒病疫情影响而被推迟，最终改为7月1日（从6月25日起便可提前投票）。在此之前，俄罗斯尚未有过“全民公投”的概念。批准的表决方式与常规投票和全民公投明显不同：
- 此次投票准备时间仅有一个月，而不是更长的90—100天；
- 计票员只能来自于由联邦和地区政府成立的公共法庭；
- 修正案只会告知于公民，而不会被大肆宣传；
- 没有最低投票人数要求；
- 公民拥有在线投票的选择。

此次公投计算了98％的选票，修正案最终以78%赞成、22%反对，獲得通过。